# سدسازی در ایران
سدسازی در ایران به جهت کمبود آب، شرایط اقلیمی خاص و نیازهای روزمره به آب از اهمیت ویژه ای برخوردار است. سد سازه‌ای است که بر روی یک رودخانه یا بدنه آبی برای نگهداری، منحرف کردن یا کنترل آب ساخته می‌شود.
سد سازی یا بند سازی از فعالیت‌های مهندسی به‌شمار می‌رود که شرایط تاریخی و جغرافیایی خاص مناطق در پیدایش، شکل‌گیری و گسترش آن سهم به سزایی دارند. در گذشته و در هر منطقه خاص جغرافیایی بنابر ضرورت یا نیاز ساکنین آن جا نسبت به ایجاد سد، بند یا آبگیر اقدام می‌کرده‌اند تا نیازهای خود در زمینه آبیاری و آبرسانی را مرتفع سازند. در مناطقی نیز به خاطر پایین بودن سطح آب‌های رودخانه‌ها یا نیاز جهت تغییر مسیر رود، سد سازی انجام می‌گرفته تا بتوانند سطح آب را بالا آورده و برای نیازهای کشاورزی و عمرانی از آن استفاده کنند.

## سد سازی از دوره هخامنشیان تا قبل از اسلام
پادشاهان هخامنشی به واسطه نیاز جغرافیایی کشور ایران و علاقه ای که در گسترش و آبادانی سرزمین تحت فرمانروایی از خود نشان می‌دادند و در زمان امپراتوری خود سدها و بندهای زیادی در بخش‌های جنوب غربی و جنوبی ایران ساختند. بسیاری از سیستم‌های آبرسانی و آبیاری که تا سال‌های متمادی نیز در ایران از آنها استفاده شد مرهون تلاش مهندسان و صنعتگران ایرانی است که در زمان‌های بسیار دور تلاش نمودند تا نیازها و کمبودها را در زمینه‌های عمرانی و آبادی بر طرف نمایند و آثار و شواهد آن را نیز می‌توان در نقاط مختلف ایران درک نمود. علاوه بر آن بسیاری از آثار به جا مانده از این دوران‌ها در سرزمین‌های تابعه حکومت‌های ایران باستان نیز قابل مشاهده است.
از جمله این سدها می‌توان به موارد زیر اشاره کرد:
- سد ناصری که در ۴۸ کیلومتری شمال غربی تخت جمشید واقع شده است.
- بند فیض‌آباد مربوط به دوره سلجوقیان است و در شهرستان زرقان، روستای فیض آباد واقع شده است.[۲]
- بند بهمن در نزدیکی شهرک «کوار» در جنوب شیراز

## سدسازی در ایران
ماجرای سدسازی در ایران از سال‌های پایانی دهه ۲۰ آغاز شد، اما پس از پیروزی انقلاب اسلامی، ظرفیت‌های بسیاری برای توسعه سدسازی به وجود آمد تا جایی که اکنون بر اساس آمار کمیسیون بین‌المللی سدهای بزرگ (ICOLD)، ایران در منطقه، پس از ترکیه، رتبه دوم و در جهان، رتبه هفدهم را در حوزه سدسازی دارد.
قبل از انقلاب اسلامی در سطح کشور ۱۹ سد وجود داشت، در حال حاضر و بعد از انقلاب اسلامی، ۱۸۵ سد در کشور ساخته شده است و از این حیث ایران جزو پنج کشور برتر سدسازی است و در ۱۶ کشور دنیا فعالیت‌های سدسازی را انجام می‌دهد.
دولت دهم علمدار سدسازی در ایران به حساب می‌آید. از اول مهرماه سال ۱۳۸۴ تا پایان شهریورماه سال ۱۳۸۸، بالغ بر ۱۸ سد به‌بهره‌برداری رسید اما قله سدسازی در دولت دهم و با تعداد ۳۹ سد قرار داشت.

## فهرست سدهای ایران
| نام                              | استان(ها)                    | ارتفاع (متر) | نوع                             | رودخانه                                          | سال ساخت               | منابع  |
| -------------------------------- | ---------------------------- | ------------ | ------------------------------- | ------------------------------------------------ | ---------------------- | ------ |
| سد امند                          | آذربایجان شرقی               | ۲۴           | خاکی غیر همگن                   | سینیخ چای (آجی چای)                              | ۱۳۷۲                   | [ ۶ ]  |
| سد ارس                           | آذربایجان شرقی               | ۴۰           | خاکی با هسته رسی                | ارس                                              | ۱۳۵۰                   |        |
| سد خداآفرین                      | آذربایجان شرقی               | ۶۴           | خاکی با هسته رسی                | ارس                                              | ۱۳۸۷                   |        |
| سد ستارخان اهر                   | آذربایجان شرقی               | ۷۸           | خاکی                            | اهرچای                                           |                        |        |
| سد شهریار                        | آذربایجان شرقی               |              | بتنی دو قوسی                    |                                                  |                        |        |
| سد شهید کاظمی بوکان              | آذربایجان غربی               | ۵۰           | هسته رسی                        | زرینه رود                                        | ۱۳۴۶                   | [ ۷ ]  |
| سد علویان                        | آذربایجان شرقی               |              | خاکی با هسته رسی                | صوفی چای                                         | ۱۳۷۴                   |        |
| سد قیز قلعه‌سی                    | آذربایجان شرقی               | ۳۷           | خاکی با هسته رسی                | ارس                                              |                        |        |
| سد مارازاد                       | آذربایجان شرقی               |              | خاکی با هسته رسی                | ارس                                              |                        |        |
| سد مجارشین                       | آذربایجان شرقی               | ۲۴           | مخزنی                           | آغ دره                                           |                        |        |
| سد آغ‌چای                         | آذربایجان غربی               |              | مخزنی                           | آغ چای                                           | ۱۳۹۰                   |        |
| سد اشنویه                        | آذربایجان غربی               |              | خاکی                            | چبر آباد                                         | ۱۳۹۹                   |        |
| سد سردشت                         | آذربایجان غربی               | ۱۱۲          | سنگریزه ای با هسته رسی          | زاب کوچک                                         | ۱۳۹۶                   |        |
| سد بارون                         | آذربایجان غربی               |              | مخزنی                           | زنگمار                                           |                        |        |
| سد دریک                          | آذربایجان غربی               | ۳۷           | خاکی باهسته رسی                 | دریک چای                                         | ۱۳۸۹                   |        |
| سد شهر چای                       | آذربایجان غربی               | ۸۴           | خاکی - سنگریزه‌ای با هسته رسی    | شهر چای                                          | ۱۳۸۴                   |        |
| سد قرمیش بوکان                   | آذربایجان غربی               | ۱۵           |                                 |                                                  |                        |        |
| سد بناب جدید                     | آذربایجان شرقی               | ۳۲           | خاکی با هستهٔ رسی مرکزی          |                                                  |                        |        |
| سد مهاباد                        | آذربایجان غربی               | ۴۷٫۵         | خاکی با هسته رسی                | مهاباد                                           |                        |        |
| سد نوروزلو                       | آذربایجان غربی               | ۶            | بتنی                            | زرینه رود                                        | ۱۳۴۷                   |        |
| سد بفراجرد                       | اردبیل -خلخال                |              | خاکی                            | بفراجرد                                          | ۱۳۹۰                   |        |
| سد برزک                          | اصفهان                       | ۴۴           | بتنی وزنی                       | برزک                                             |                        | [ ۸ ]  |
| سد زاینده‌رود                     | اصفهان                       | ۱۰۰          | بتنی دوقوسی                     | زاینده رود                                       | ۱۳۴۹                   | [ ۹ ]  |
| سد گلپایگان                      | اصفهان                       | ۵۶           | خاکی سنگریزه‌ای                  | گلپایگان (قمرود)                                 | ۱۳۳۶                   | [ ۱۰ ] |
| سدچشمه لنگان                     | اصفهان                       | ۲۳٫۵۰        | بتنی وزنی                       | سیبک - سرداب (دز)                                | ۱۳۸۴                   | [ ۱۱ ] |
| سد امیرکبیر                      | البرز                        | ۱۸۰          | بتنی دوقوسی                     | کرج                                              | ۱۳۴۲                   |        |
| سد طالقان                        | البرز                        | ۱۰۹          | خاکی با هسته رسی                | شاهرود                                           | ۱۳۸۵                   |        |
| سد ایلام                         | ایلام                        | ۶۰           |                                 | چاویز-آفتاب                                      |                        |        |
| سد رئیس‌علی دلواری                | بوشهر                        | ۱۱۵          | بتنی دوقوسی                     | شاپور                                            | ۱۳۸۶                   | [ ۱۲ ] |
| سد زیارت                         | تهران                        | ۱۱           | خاکی سنگریزه‌ای                  | زیارت                                            | ۱۳۶۵                   | [ ۱۳ ] |
| سد لتیان                         | تهران                        | ۱۰۷          | بتنی وزنی پایه‌دار               | جاجرود                                           | ۱۳۴۶                   | [ ۱۴ ] |
| سد ماملو                         | تهران                        | ۸۹           | خاکی با هستهٔ رسی                | جاجرود                                           | ۱۳۸۹                   | [ ۱۵ ] |
| سد نمرود                         | تهران                        | ۸۳٫۵۰        | خاکی با هستهٔ رسی                | نمرود (حبله رود)                                 |                        | [ ۱۶ ] |
| بند میزان                        | خوزستان                      |              |                                 |                                                  |                        |        |
| سد تنظیمی                        | خوزستان                      |              |                                 |                                                  |                        |        |
| سد تنظیمی کرخه                   | خوزستان                      |              |                                 | کرخه                                             |                        |        |
| سد دز                            | خوزستان                      | ۲۰۳          | بتنی دوقوسی                     | دز                                               | ۱۳۴۱                   |        |
| سد جره                           | خوزستان                      |              |                                 | جره                                              |                        |        |
| سد شهید عباسپور                  | خوزستان                      | ۲۰۰          | بتنی دوقوسی                     | کارون                                            | ۱۳۵۵                   |        |
| سد سوسن                          | خوزستان                      |              |                                 | کارون                                            | در دست مطالعه          |        |
| سد کارون ۳                       | چهارمحال و بختیاری\|خوزستان  | ۲۰۵          | بتنی دوقوسی                     | کارون                                            | ۱۳۸۳                   |        |
| سد کارون ۴                       | چهارمحال و بختیاری           | ۲۳۰          | بتنی دوقوسی                     | کارون                                            | ۱۳۹۰                   |        |
| سد کارون ۵                       | چهارمحال و بختیاری           |              |                                 | ارمند                                            | در دست مطالعه          |        |
| سد غدیر باباحیدر                 | چهارمحال و بختیاری           |              | سنگریزه ای با هسته رسی          | سراب                                             |                        |        |
| سد سورک                          | چهارمحال و بختیاری           |              |                                 |                                                  |                        |        |
| سد بیرگان                        | چهارمحال و بختیاری           |              |                                 |                                                  | در حال اجرا            |        |
| سد بهشت آباد                     | چهارمحال و بختیاری           |              |                                 | بهشت آباد                                        | در دست مطالعه          |        |
| سد سبزکوه                        | چهارمحال و بختیاری           |              |                                 |                                                  |                        |        |
| سد بازفت                         | چهارمحال و بختیاری           |              |                                 | بازفت                                            | در دست مطالعه          |        |
| سد خرسان ۳                       | چهارمحال و بختیاری           |              |                                 | خرسان                                            |                        |        |
| سد خرسان ۲                       | چهارمحال و بختیاری           |              |                                 | خرسان                                            |                        |        |
| سد خراسان ۱                      | چهارمحال و بختیاری           |              |                                 | خرسان                                            |                        |        |
| سد لیرو                          | چهارمحال و بختیاری           |              |                                 |                                                  |                        |        |
| سد کرخه                          | خوزستان                      | ۱۲۷          | خاکی با هسته رسی                | کرخه                                             | ۱۳۸۰                   |        |
| سد مارون                         | خوزستان                      | ۱۷۵          | خاکی سنگریزه ای با هسته رسی     | مارون                                            | ۱۳۶۸                   |        |
| سد گتوند                         | خوزستان                      | ۱۸۲          | سنگریزه ای با هسته رسی          | کارون                                            | ۱۳۹۰                   |        |
| سد سیمره                         | ایلام                        | ۱۸۰          | بتنی دوقوسی                     | سیمره                                            | ۱۳۹۳                   | [ ۱۷ ] |
| سد مسجدسلیمان                    | خوزستان                      | ۱۷۷          | سنگریزه ای با هسته رسی قائم     | کارون                                            | ۱۳۸۰                   |        |
| سد احمد کندی                     | زنجان                        | ۱۴           | خاکی                            |                                                  | ۱۳۸۰                   |        |
| سد بزوشا                         | زنجان                        | ۱۸           | خاکی با هسته رسی                |                                                  | ۱۳۸۵                   |        |
| سد بلوک                          | زنجان                        | ۲۹           | خاکی با هسته رسی                | بلوک                                             | ۱۳۹۴                   |        |
| سد بوئین                         | زنجان                        | ۲۰           | خاکی                            | بویین                                            | ۱۳۸۸                   |        |
| سد تلخاب                         | زنجان                        | ۲۰           | خاکی غیر همگن                   | تلخاب                                            | ۱۳۸۰                   |        |
| سد تنظیمی پاوه رود               | زنجان                        | ۳۲           | بتنی                            | قزل اوزن                                         | ۱۳۹۷                   |        |
| سد تهم                           | زنجان                        | ۱۲۳          | خاکی با هسته رسی                | تهم                                              |                        |        |
| سد جوره خان                      | زنجان                        | ۱۶           | خاکی غیر همگن                   | ارمغانخانه                                       | ۱۳۷۷                   |        |
| سد چتز                           | زنجان                        | ۱۶           | خاکی همگن                       | اوغلبیک                                          | ۱۳۷۴                   |        |
| سد چرگر                          | زنجان                        | ۳۳           | خاکی غیر همگن                   | قاشغلی چای                                       | ۱۳۷۵                   |        |
| سد چریان                         | زنجان                        | ۱۹           | خاکی غیر همگن                   | ارمغان خانه                                      | ۱۳۷۲                   |        |
| سد حسن ابدال                     | زنجان                        | ۴۰           | خاکی همگن                       | حسن ابدال                                        | ۱۳۸۲                   |        |
| سد خانقاه ایجرود                 | زنجان                        | ۱۸           | خاکی غیر همگن                   | ایجرود                                           | ۱۳۸۰                   |        |
| سد خلیفه‌لوی زنجان                | زنجان                        | ۲۱           | خاکی غیر همگن                   | خلیفه لوی                                        | ۱۳۸۰                   |        |
| سد خندقلو                        | زنجان                        | ۲۵           | خاکی                            | پری چای                                          | ۱۳۶۷                   |        |
| سد خیرآباد سلطانیه               | زنجان                        | ۶            | خاکی                            | بویین                                            | ۱۳۷۴                   |        |
| سد داش بلاغ                      | زنجان                        | ۲۰           | خاکی                            | زنجانرود                                         | ۱۳۸۰                   |        |
| سد ذاکر۱                         | زنجان                        | ۲            | خاکی                            | ذاکر                                             | ۱۳۷۴                   |        |
| سد ذاکر۲                         | زنجان                        | ۲            | خاکی                            | ذاکر                                             | ۱۳۷۵                   |        |
| سد زرنان                         | زنجان                        | ۸            | خاکی                            | زرنان                                            | ۱۳۷۳                   |        |
| سد سارمساقلو                     | زنجان                        | ۱۹           | خاکی غیر همگن                   | تهم چای                                          | ۱۳۶۷                   |        |
| سد سفید کمر ۲                    | زنجان                        | ۳۰           | خاکی با هسته رسی                | سفید کمر                                         | ۱۳۸۵                   |        |
| سد سفیدکمر                       | زنجان                        | ۲۷           | خاکی غیر همگن                   | سفید کمر                                         | ۱۳۷۸                   |        |
| سد سلمانلو                       | زنجان                        | ۲۳           | خاکی با هسته رسی                | سلمانلو                                          | ۱۳۷۷                   |        |
| سد سهرین۱                        | زنجان                        | ۱۹           | خاکی غیر همگن                   | سهرین                                            | ۱۳۷۲                   |        |
| سد سهرین۲                        | زنجان                        | ۳            | خاکی                            | سهرین                                            | ۱۳۷۷                   |        |
| سد سیدلر                         | زنجان                        | ۱۶           | خاکی غیر همگن                   |                                                  | ۱۳۷۱                   |        |
| سد عمیدآباد                      | زنجان                        |              |                                 |                                                  |                        |        |
| سد فیله خاصه                     | زنجان                        |              |                                 |                                                  |                        |        |
| سد قارختولو                      | زنجان                        |              |                                 |                                                  |                        |        |
| سد قانلو                         | زنجان                        |              |                                 |                                                  |                        |        |
| سد قاهران                        | زنجان                        |              |                                 |                                                  |                        |        |
| سد قره تپه زنجان                 | زنجان                        |              |                                 |                                                  |                        |        |
| سد قواق                          | زنجان                        |              |                                 |                                                  |                        |        |
| سد کبود گنبد                     | زنجان                        |              |                                 |                                                  |                        |        |
| سد کینه ورس                      | زنجان                        |              |                                 |                                                  |                        |        |
| سد گاوازنگ                       | زنجان                        |              |                                 |                                                  |                        |        |
| سد گل تپه زنجان                  | زنجان                        |              |                                 |                                                  |                        |        |
| سد گلابر                         | زنجان                        |              |                                 |                                                  |                        |        |
| سد محمودآباد                     | زنجان                        |              |                                 |                                                  |                        |        |
| سد مراش                          | زنجان                        |              |                                 |                                                  |                        |        |
| سد مشمپا                         | زنجان                        |              |                                 |                                                  |                        |        |
| سد میانج                         | زنجان                        |              |                                 |                                                  |                        |        |
| سد میرزاخانلو                    | زنجان                        |              |                                 |                                                  |                        |        |
| سد میرزاخانلو ۲                  | زنجان                        |              |                                 |                                                  |                        |        |
| سد نوده بین                      | زنجان                        |              |                                 |                                                  |                        |        |
| سد ینگجه زنجان                   | زنجان                        |              |                                 |                                                  |                        |        |
| سد کریت                          | خراسان جنوبی                 |              | وزنی-قوسی                       |                                                  |                        |        |
| بند گلستان                       | خراسان رضوی                  |              |                                 |                                                  |                        |        |
| سد پلبند                         | خراسان رضوی                  | ۳۲           | خاکی غیر همگن با هسته رسی       | اشتیوان                                          | ۱۳۶۵                   |        |
| سد تبارک                         | خراسان رضوی                  | ۷۴           | سنگریزه ای با هسته رسی          | تبارک                                            | ۱۳۸۳                   |        |
| سد دوستی                         | خراسان رضوی                  | ۷۸           | خاکی با هسته رسی                |                                                  | ۱۳۸۴                   |        |
| سد دهن‌قلعه                       | خراسان رضوی                  | ۲۵           | خاکی همگن با هسته رسی           | دهن قلعه                                         | ۱۳۸۵                   |        |
| سد سنگرد سبزوار                  | خراسان رضوی                  |              | خاکی سنگریزه ای با هسته رسی     | سنگرد سبزوار                                     |                        |        |
| سد سید حسن مدرس                  | خراسان رضوی                  |              | خاکی                            | شش طراز                                          |                        |        |
| سد شاهی                          | خراسان رضوی                  |              |                                 |                                                  |                        |        |
| سد قدیمی طرق                     | خراسان رضوی                  |              |                                 |                                                  |                        |        |
| سد چهچهه                         | خراسان رضوی                  |              |                                 |                                                  |                        |        |
| سد طرق                           | خراسان رضوی                  | ۸۱           | بتنی دو قوسی                    | طرق                                              | ۱۳۶۷                   |        |
| سد فریمان                        | خراسان رضوی                  | ۳۵           | پایه ای                         | فریمان                                           | ۱۳۷۹                   |        |
| سد کارده                         | خراسان رضوی                  | ۶۷           | بتنی دو قوسی                    | کارده                                            | ۱۳۶۶                   |        |
| سد کمایستان سبزوار               | خراسان رضوی                  |              | بتنی وزنی                       | کمایستان سبزوار                                  |                        |        |
| سد نادری                         | خراسان رضوی                  |              |                                 |                                                  |                        |        |
| سد یام سبزوار                    | خراسان رضوی                  |              | خاکی با هسته رسی                | یام سبزوار                                       |                        |        |
| سد بارزو                         | خراسان شمالی                 | ۸۳           | بتنی دوقوسی                     | قلجق (سرشاخه اترک)                               | ۱۳۸۰                   | [ ۱۸ ] |
| سد بیدواز                        | خراسان شمالی                 | ۸۰           | سنگریزه ای با هسته رسی          | بیدواز                                           | ۱۳۸۳                   |        |
| سد گوهرکوه                       | سیستان و بلوچستان            | ۲۰           | خاکی با هسته رسی                | اسپیتک                                           | در حال ساخت            |        |
| سد سلمان فارسی                   | فارس                         | ۱۲۵          | بتنی قوسی وزنی                  | قیروکارزین                                       | ۱۳۷۴                   |        |
| بند امیر                         | فارس                         |              |                                 |                                                  |                        |        |
| سد تنگ آب گراش                   | فارس                         |              |                                 |                                                  |                        |        |
| سد تنگاب                         | فارس                         | ۵۵           | سنگ ریزه ای خاکی با هسته رسی    | فیروز آباد                                       |                        |        |
| سد درودزن                        | فارس                         | ۵۸           | خاکی با هسته رسی                | کر                                               |                        |        |
| سد سیوند                         | فارس                         |              | خاکی با هسته رسی                | سیوند                                            |                        |        |
| سد گمپو                          | فارس                         |              |                                 |                                                  |                        |        |
| سد مخزنی رودبال                  | فارس                         | ۷۱           | خاکی – سنگریزه‌ای با هسته رسی    | رودبال                                           | ۱۳۹۴                   |        |
| سد ملاصدرا                       | فارس                         | ۷۲           | سنگریزه‌ای با هسته نفوذناپذیر    | کر                                               | ۱۳۸۶                   |        |
| سد نرگسی                         | فارس                         | ۸۰           | خاکی با هسته رسی                | جره                                              |                        |        |
| سد کبار                          | قم                           | ۲۴           | سنگی                            | کبار                                             |                        | [ ۱۹ ] |
| سد آزاد                          | کردستان                      | ۱۱۵          | سنگ ریزه ای با هسته رسی         | گورا                                             | در حال بهره‌برداری      |        |
| سد تالوار                        | کردستان                      |              |                                 |                                                  |                        |        |
| سد قشلاق                         | کردستان                      |              | خاکی                            | رودخانه سنندج                                    |                        |        |
| سد گاران                         | کردستان                      |              | خاکی                            | مریوان                                           |                        |        |
| سد گاوشان                        | کردستان                      |              | خاکی                            | سیروان کامیاران                                  |                        |        |
| سد گل‌بلاغ                        | کردستان                      |              |                                 |                                                  |                        |        |
| سد وحدت                          | کردستان                      |              |                                 |                                                  |                        |        |
| سد سیاه‌زاغ                       | کردستان_شهر دیواندره         | ۷۶/۵         | سد خاکی باهسته رسی              | قزل اوزن دیواندره                                | سال۱۳۸۰تا۱۳۹۲آبگیری شد |        |
| سد بافت                          | کرمان                        | ۶۵           | سنگریزه‌ای با هستهٔ رسی           | بافت                                             | ۱۳۸۸                   | [ ۲۰ ] |
| سد جیرفت                         | کرمان                        | ۱۳۳          | بتنی دوقوسی                     | هلیل رود                                         | ۱۳۷۰                   | [ ۲۱ ] |
| سد نسا                           | کرمان                        | ۱۱۱          | سنگریزه‌ای (CFRD)                | نساء                                             | ۱۳۸۹                   | [ ۲۲ ] |
| سد انحرافی الوند                 | کرمانشاه                     |              |                                 |                                                  |                        |        |
| سد انحرافی روانسر                | کرمانشاه                     |              |                                 |                                                  |                        |        |
| سد جامیشان                       | کرمانشاه                     | ۵۸           | سنگریزه‌ای با هسته رسی           | جامیشان (گاماسیاب)                               | ۱۳۹۴                   | [ ۲۳ ] |
| نیروگاه پیران                    | کرمانشاه                     |              |                                 |                                                  |                        |        |
| سد شاه قاسم                      | کهگیلویه و بویراحمد          | ۴۷٫۲۰        | خاکی                            | پریکدون (بشار)                                   | ۱۳۷۵                   | [ ۲۴ ] |
| سد کوثر                          | کهگیلویه و بویراحمد، هرمزگان |              |                                 |                                                  |                        |        |
| سد وشمگیر                        | گلستان                       | ۲۸           | خاکی همگن                       | گرگانرود                                         | ۱۳۴۹                   | [ ۲۵ ] |
| سد انحرافی تاریک                 | گیلان                        |              | دریچه ای با پایه‌های بتنی        | سفیدرود                                          |                        |        |
| سد سفیدرود                       | گیلان                        | ۴۱۲          | بتنی وزنی پایه دار              | سفیدرود (محل تلاقی رودخانه‌های قزل اوزن و شاهرود) | ۱۳۴۱                   |        |
| سد شهربیجار                      | گیلان                        | ۹۵           | خاکی با رویه بتنی               | زیلکی                                            |                        | [ ۲۶ ] |
| سد آبسرده                        | لرستان                       |              |                                 |                                                  |                        |        |
| سد ایوشان                        | لرستان                       |              |                                 |                                                  |                        |        |
| سد بختیاری                       | لرستان                       |              |                                 |                                                  |                        |        |
| سد حوضیان                        | لرستان                       |              |                                 |                                                  |                        |        |
| سد خاکی سرفراش                   | لرستان                       |              |                                 |                                                  |                        |        |
| سد دره باغ                       | لرستان                       |              |                                 |                                                  |                        |        |
| سد رودبار الیگودرز               | لرستان                       |              |                                 |                                                  |                        |        |
| سد گلرود                         | لرستان                       |              |                                 |                                                  |                        |        |
| سد مروک                          | لرستان                       |              |                                 |                                                  |                        |        |
| سد هاله                          | لرستان                       |              |                                 |                                                  |                        |        |
| سد کلان                          | لرستان، همدان                |              |                                 |                                                  |                        |        |
| سد معشوره                        | لرستان                       |              |                                 |                                                  |                        |        |
| سد زمزم                          | مازندران                     | ۳۲           | خاکی بت هسته رسی                | آب تیجون                                         | ۱۳۷۶                   |        |
| سد گلورد نکا                     | مازندران                     | ۱۱۳          | سنگریزه با هسته رسی و رویه بتنی | نکارود                                           | ۱۳۹۶                   |        |
| سد آویدر                         | مازندران                     |              | خاکی                            |                                                  |                        |        |
| سد الیمالات                      | مازندران                     | ۲۶           | خاکی                            | شامی رود (الیمالات)                              | ۱۳۷۳                   |        |
| سد عباس‌آباد بهشهر                | مازندران                     |              |                                 |                                                  |                        |        |
| سد فریم صحرا                     | مازندران                     | ۴۸٫۵         | خاکی سنگ ریزه ای                | عروس و داماد                                     | ۱۳۷۹                   |        |
| سد لفور                          | مازندران                     | ۷۸           | سنگ ریزه ای با هسته رسی         | بابل رود                                         | ۱۳۸۹                   |        |
| سد میجران                        | مازندران                     | ۵۹           | سنگ ریزه ای با هسته آسفالتی     | نسا رود                                          | ۱۳۸۲                   |        |
| سد سنبل‌رود                       | مازندران                     | ۲۲٫۵         | خاکی با هسته رسی                | سنبل رود                                         | ۱۳۷۶                   |        |
| سد شهید رجایی                    | مازندران                     | ۱۳۸          | بتنی دوقوسی با سرریز آزاد       | تجن                                              | ۱۳۷۵                   |        |
| سد شیاده                         | مازندران                     | ۳۲٫۸         | خاکی با هسته رسی                | بز رود و چلیم                                    | ۱۳۷۸                   |        |
| سد لار                           | مازندران                     | ۱۰۵          | خاکی                            | هراز                                             | ۱۳۶۱                   |        |
| نیروگاه تلمبه‌ای ذخیره‌ای سیاه‌بیشه | مازندران                     |              |                                 |                                                  |                        |        |
| سد الغدیر                        | مرکزی                        | ۱۲۸          | بتنی دوقوسی                     | قره‌چای                                           | ۱۳۷۲                   | [ ۲۷ ] |
| سد پانزده خرداد                  | مرکزی                        | ۹۶٫۸۰        | خاکی با هستهٔ رسی                | قمرود                                            | ۱۳۷۳                   | [ ۲۸ ] |
| سد کمال‌صالح                      | مرکزی                        |              |                                 |                                                  |                        |        |
| سد بز                            | هرمزگان                      |              |                                 |                                                  |                        |        |
| سد بست گز                        | هرمزگان                      |              |                                 |                                                  |                        |        |
| سد جابر                          | هرمزگان                      |              |                                 |                                                  |                        |        |
| سد جاوید                         | هرمزگان                      |              |                                 |                                                  |                        |        |
| سد شمو                           | هرمزگان                      |              |                                 |                                                  |                        |        |
| سد میناب                         | هرمزگان                      |              |                                 |                                                  |                        |        |
| سد کلان                          | همدان                        |              |                                 |                                                  |                        |        |
| سد آبشینه                        | همدان                        |              |                                 |                                                  |                        |        |
| سد اکباتان                       | همدان                        |              |                                 |                                                  |                        |        |
| سد سرابی                         | همدان                        |              |                                 |                                                  |                        |        |
| سد شنجور                         | همدان                        |              |                                 |                                                  |                        |        |
| سد شیرین‌سو                       | همدان                        |              |                                 |                                                  |                        |        |
| سد گرین                          | همدان                        |              |                                 |                                                  |                        |        |

## برترین سدهای ایران
سدهای زیر جزو ترین‌های سدسازی در ایران هستند:
- سد کارون۳ با ارتفاع ۲۳۰ متر از پی به عنوان بلندترین سد بتنی
- سد گتوند علیا با ارتفاع ۱۸۲ متر از پی بلندترین سد خاکی
- سد جگین با ارتفاع ۸۰ متر از پی و حجم مخزن ۳۰۰ میلیون مترمکعب در رقوم نرمال، بلندترین سد بتن غلطکی
- بلندترین طول تاج مربوط به سد چاه‌نیمه ۴ با طول تاج بیش از ۱۵ کیلومتر و حجم مخزن ۸۲۰ میلیون مترمکعب در رقوم نرمال در مرز بین ایران و افغانستان
- بیش‌ترین حجم مخزن نیز مربوط به سد کرخه با حجم مخزن ۵۳۴۷ میلیون مترمکعب در رقوم نرمال
- سد دوستی با ارتفاع ۷۹ متر از پی و حجم مخزن ۱۲۲۳ میلیون مترمکعب بین ایران و ترکمنستان
- سد خداآفرین با حجم مخزن ۱۶۱۲ میلیون مترمکعب در رقوم نرمال بین ایران و آذربایجان بیشترین حجم مخزن سد مرزی

## خودکفایی ایران در حوزه سدسازی
در سال‌های پیش از پیروزی انقلاب اسلامی، صنعت سدسازی در ایران عمدتاً به دست شرکت‌های خارجی اداره می‌شد و کشورهای مختلف، نقش متولی و مشاور را در اجرای این پروژه‌های عظیم ایفا می‌کردند. در آن دوران، برخی از مهم‌ترین شرکت‌های بین‌المللی فعال در این حوزه شامل ایمپرجیلو (ایتالیا)، باستان-دایهو (ژاپن و ایران)، پور اتریش (اتریش)، تکنو پروم اکسپورت (شوروی سابق)، دبلیو. آ.آر. دی (آمریکا)، ساسر (فرانسه)، کوماگایی گومی (ژاپن)، لوزان-پور-لوزینگر (سوئیس) و موریسون نودسون (آمریکا) بودند. این شرکت‌ها، با همراهی تنها چهار شرکت ایرانی، اجرای پروژه‌های سدسازی را در نقاط مختلف کشور بر عهده داشتند.
در این دوره، فناوری، دانش فنی، طراحی و حتی بخش عمده‌ای از مدیریت پروژه‌ها، تحت سلطه و هدایت شرکت‌های خارجی بود و ایران وابستگی قابل توجهی به تخصص و تجهیزات وارداتی داشت. اما با گذشت زمان و به‌ویژه پس از انقلاب اسلامی، سیاست‌ها به سمت خودکفایی، توسعه توانمندی‌های داخلی و انتقال فناوری حرکت کرد.
در نتیجه این سیاست‌ها و با بهره‌گیری از ظرفیت‌های علمی و فنی دانشگاه‌های کشور، تلاش مستمر مهندسان ایرانی و همچنین تجربیات کسب‌شده در تعامل با شرکت‌های خارجی، امروز ایران به یکی از کشورهای توانمند در حوزه سدسازی در منطقه تبدیل شده است. اکنون ده‌ها شرکت مهندسی و پیمانکاری ایرانی با توان طراحی، اجرا و نظارت کامل، آماده ساخت انواع سدهای خاکی، بتنی و سنگ‌ریزه‌ای در داخل و حتی خارج از کشور هستند.